# Saison 20 de Julie Lescaut

Cet article présente le guide des épisodes de la saison 20 de la série télévisée Julie Lescaut. Diffusée du 6 janvier au 15 décembre 2011 sur TF1, elle a réuni en moyenne 6 630 000 téléspectateurs[réf. nécessaire].